# Töölö
Töölö (svédül: Tölö) a finn főváros, Helsinki egyik legnagyobb városrésze.

## Fekvése
A Helsinki-félsziget nyugati oldalát foglalja el. A városközponthoz közel terül el. Határos a Kamppi (svédül Kampen), a Kallio (Berghall), az Alppihurju (Ashöjden), a Laakso (Dal) és a Meilahti (Mejlans) nevű városrészekkel, nyugati határa pedig a Finn-öböl partja. Két részre oszlik. Etu-Töölö (Främre Tölö) azaz Elő-Töölö a 13. kerület, Taka-Töölö (Bortre Tölö) azaz Hátsó-Töölö a 14. kerület. A városrésznek közel 28 000 lakosa van.

## Története
Töölö neve először, mint falu 1543-ban bukkant fel a főváros történetében. 1640-ben csatolták Helsinkihez. A terület beépítésére – a XIX. sz. végén - kiírt tervpályázatot két építész Georg Nyström és Lars Sonck nyerte meg, s az 1920-as évekre már felépültek az első neoklasszicista stílusú házsorok. A 20-as, 30-as években Helsinki népessége ugrásszerű növekedésnek indult, ennek következtében Töölö területe is egyre növekedett. A 30-as, 40-es évek épületei már a funkcionalizmus jegyében születtek.

## Töölö ma
Ebben a városrészben is, mint egész Helsinkiben sok kisebb-nagyobb park van. A három legnagyobb az Állatkert-park, ahol a nevével ellentétben nincsen Állatkert (az Korkeasaarin található), a Sibelius-park, itt áll a nagy finn zeneszerző emlékműve és a Hesperiapark, ahol a Finlandia-ház található. Hatalmas, árnyas fák, játszóterek, szobrok teszik hangulatossá ezeket a parkokat, ahova pihenni, sportolni, kikapcsolódni járnak a finnek. A nyári hónapokban megtelnek a parkok. A fűben, pokrócokon napozó, beszélgető, zenélő emberek kihasználják a hosszú nappalok minden pillanatát.
A kerületben működő számtalan művelődési és sportintézménynek köszönhetően a városrészben dinamikus, lüktető, pezsgő kulturális élet zajlik.

## Töölö nevezetességei

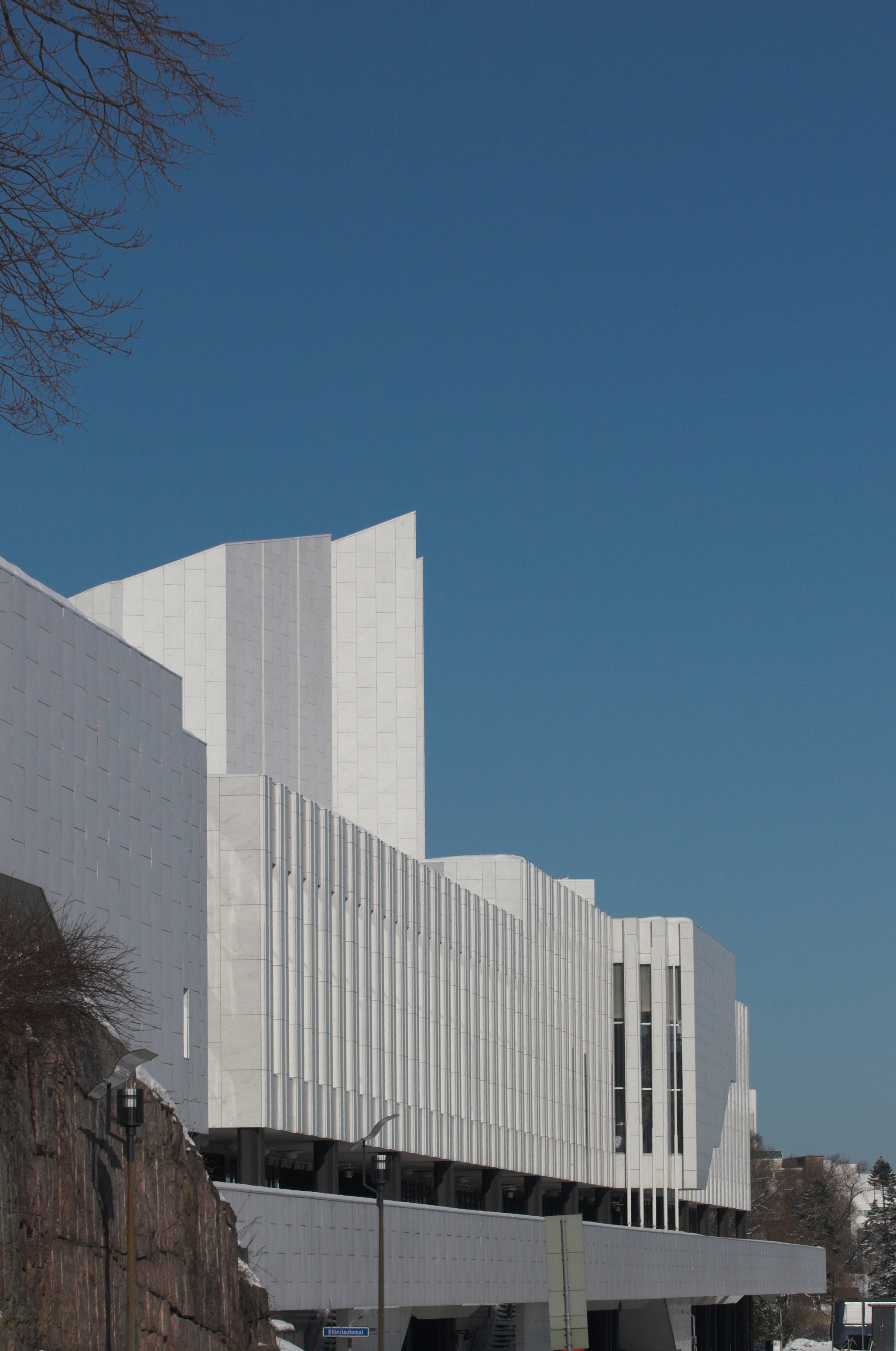
Finlandia-ház

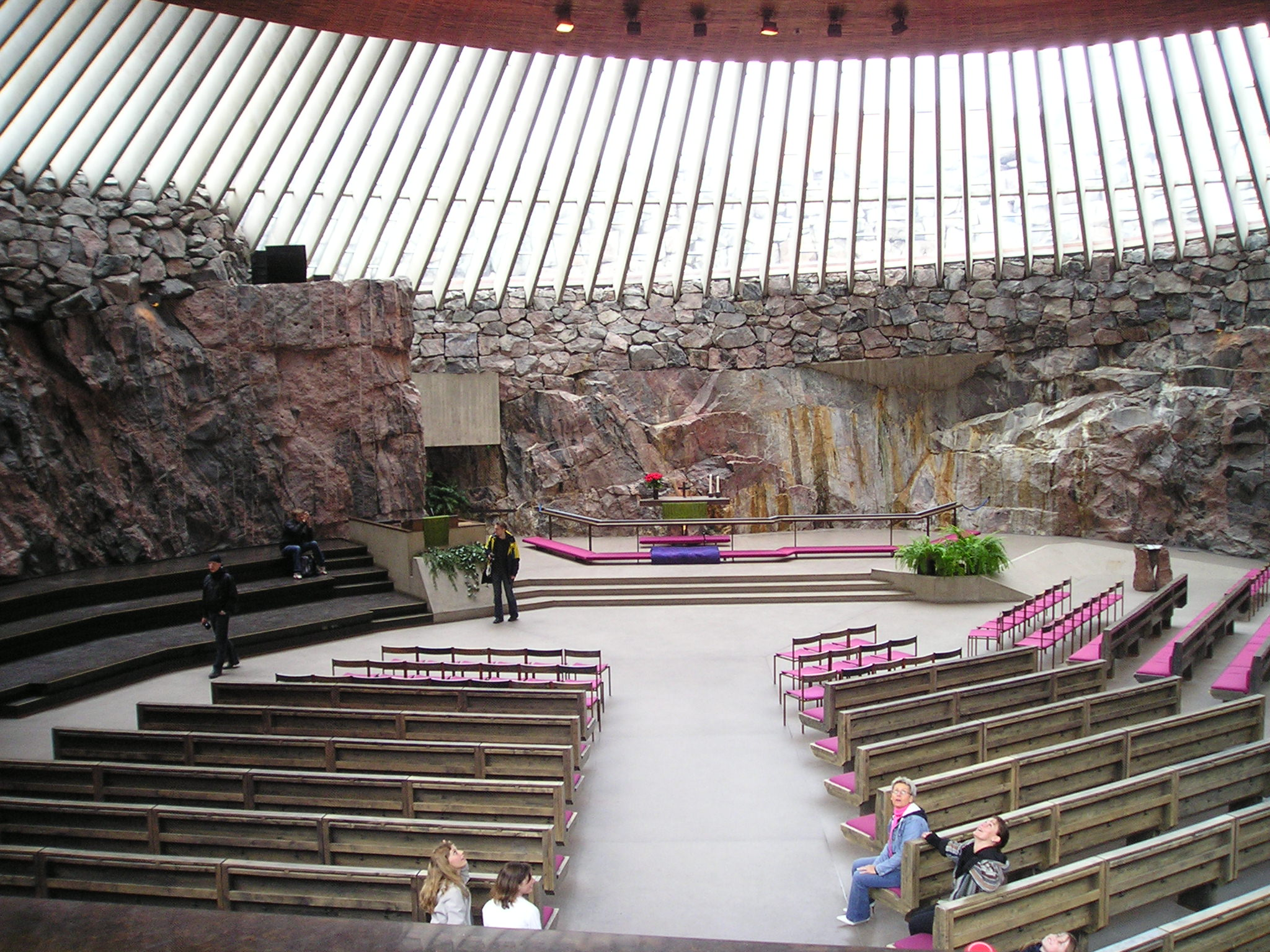
Szikla-templom

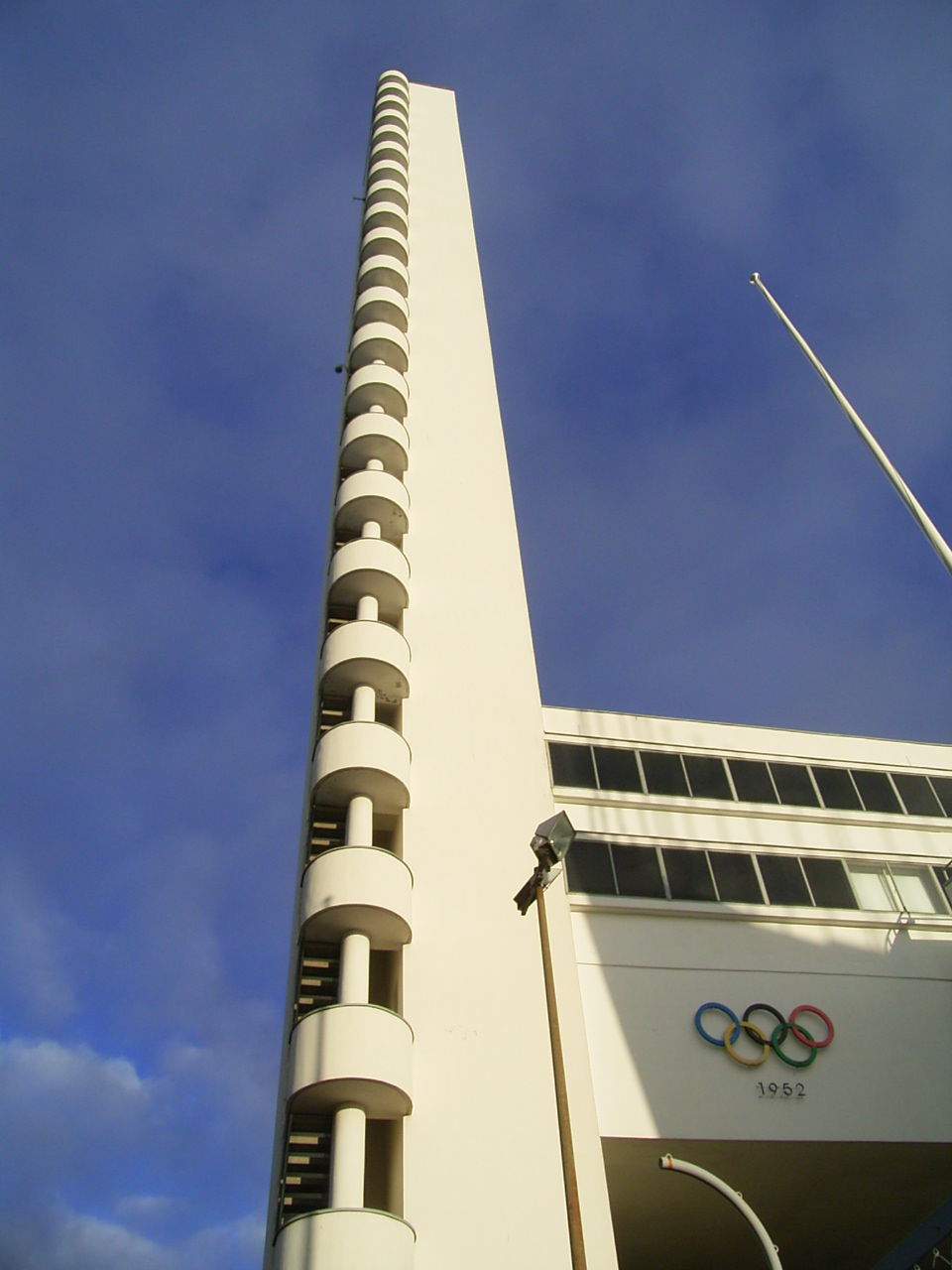
Olimpiai Stadion

Finn Parlament (Mannerheimintie 30.)
Sibelius Akadémia a finn zeneművészet és zeneoktatás központja (Pohjoinen Rautatienkatu 9.)
Finn Nemzeti Múzeum (Mannerheimintie 34.)
Finn Nemzeti Opera (Helsinginkatu 58.)
Finlandia-ház a főváros hangverseny- és kongresszusi palotája (Karamzininkatu 4.)
Helsinki Városi Múzeum (Karamzininkatu 2.)
Szikla-templom a modern finn építészet egyik különleges alkotása (Lutherinkatu 3.)
Műcsarnok (Nervanderinkatu 3.)
Zoológiai Múzeum (Pohjoinen Rautatienkatu 13.)
Sibelius-emlékmű (Sibelius-park)
Finn Rádió (Kesäkatu 2.)
Hietaniemi temető a finn irodalom, zene és képzőművészet számos nagy alkotója nyugszik itt
Állatkert-park
Olimpiai Stadion az 1952-es olimpiai játékok helyszíne
Sportmúzeum
Jégcsarnok
Úszóstadion
Vidámpark

## Külső hivatkozások
- Helsinki